# Estación de Pont du Garigliano
La estación de Pont du Garigliano, de su nombre completo Pont du Garigliano - Hôpital européen Georges-Pompidou, es una estación ferroviaria francesa situada al sudoeste de París cerca del puente del Garigliano. Pertenece a la línea C de la Red Exprés Regional, más conocida como RER. 
Desde finales de 2006, a escasos metros de la estación se encuentra el terminal a la línea 3 del renacido tranvía parisino.

## Historia
Fue inaugurada en 1889 como parte de la línea des Moulineaux por la compañía de los Ferrocarriles del Oeste. Esta línea conectaba Moulineaux con el Campo de Marte en París. El 17 de mayo de 1900, la estación fue reconstruida. De hecho, a lo largo de su historia lo fue varias veces: en 1961 y más recientemente, en 1996.
También ha variado su nombre en diversas ocasiones ya que su primera denominación fue Javel, luego bulevar Víctor a principios del siglo XX, luego Bulevar Víctor - Puente del Garigliano el 15 de diciembre de 2006 con la llegada del tranvía, para finalmente adoptar su nombre actual en el año 2010.

## Descripción
La estación se encuentra en París, a orillas del río Sena. Un viaducto que soporta parte del bulevar Víctor cubre la parte inicial de la estación que se compone únicamente de dos vías laterales y de dos andenes. 

## Servicios ferroviarios
Solo los trenes de cercanías de la línea C se detienen en esta estación a razón de 6 trenes por hora normalmente, elevándose a 16 en hora punta. 